# Front des forces démocratiques
Pour les articles homonymes, voir FFD.
Le Front des forces démocratiques (FFD) est un parti politique marocain fondé en 1997 après une scission avec le Parti du progrès et du socialisme. Lors des élections législatives de 2011, le parti n'a obtenu qu'un seul siège à la Chambre des représentants. Face à ce résultat, bien en deçà des ambitions affichées par le parti durant la campagne, le feu secrétaire général du parti Thami El Khyari, a exprimé son souhait de quitter son poste, cette décision a été refusée par le Bureau exécutif du parti.

## Histoire
Le Front des forces démocratiques (FFD) est né d'une scission avec le Parti du progrès et du socialisme, il a tenu son congrès constitutif le 27 juillet 1997 à Rabat en présence de 4 000 congressistes à la suite de plusieurs rencontres préparatoires regroupant des dizaines de militants, rencontres sanctionnées par la tenue d'une conférence nationale à laquelle ont pris part près de 1 500 cadres appartenant à des secteurs d'activités divers.
En conformité avec les statuts du parti, le premier congrès s'est déroulé durant trois jours à Casablanca en mai 2001 et le deuxième à Marrakech en mai 2005, au cours desquels il a été procédé à l'actualisation du programme politique, économique et social, au renouvellement des instances dirigeantes et à la mise à jour informatisée des adhésions. 
Le 23 février 2013, le fondateur et secrétaire général du parti, Thami El Khyari décède des suites d'une longue maladie. 

## Résultats aux élections

### Représentation législative
Le Front des forces démocratiques a participé à toutes les élections législatives depuis sa création en 1997. Lors de sa première participation aux législatives de 1997, le parti a obtenu 9 sièges sur les 325 de la Chambre des représentants. Lors des législatives de 2002, le parti a obtenu 12 sièges sur les 325 de la Chambre des représentants, en arrivant 9e dans le scrutin. Lors des législatives de 2007, le parti a obtenu 9 sièges sur les 325 de la Chambre des représentants.
Lors des législatives de 2011, le parti a perdu huit sièges par rapport au dernier scrutin de 2007 et n'a obtenu qu'un seul siège dans la circonscription de Taounate sur les 395 constituant la chambre basse du parlement marocain.
| Législatives     | 1997  | 2002   | 2007  | 2011  | 2021  |
| Nombre de sièges | 9/325 | 12/325 | 9/325 | 1/395 | 3/395 |
| Rang             | 10e   | 9e     | 9e    | 14e   | 10    |

Le FFD compte également 3 sièges dans la Chambre des conseillers.

### Représentation communale
Le FFD a participé aux élections communales de 2003 et de 2009. Lors des communales de 2003, le parti a obtenu 726 sièges sur les 22 943 qui composent les 1497 conseils communaux du Maroc. Aux communales de 2009, le parti a obtenu 678 sièges sur les 27 795 qui composent les 1503 conseils communaux du royaume.
| Communales       | 2003      | 2009      |
| Nombre de sièges | 726/22943 | 678/27795 |
| Rang             | 10e       | 9e        |